# Efekt Wolffa-Chaikoffa
Efekt Wolffa-Chaikoffa – fizjologiczne zjawisko chwilowego zaprzestania wychwytu jodu przez tarczycę, wskutek wprowadzenia do organizmu wysokich dawek egzogennego jodu, co skutkuje zahamowaniem produkcji oraz uwalniania hormonów tarczycowych.
Efekt został opisany w 1948 przez Jana Wolffa i Israela L. Chaikoffa. Pierwotnie został opisany u szczurów, którym podawano dootrzewnowo jod i następnie interpolowany na ludzi.
Efekt zablokowania produkcji oraz uwalniania hormonów tarczycy wynika z zablokowania syntezy nadtlenku wodoru, który jest niezbędny do uwalniania jodków, poprzez wysokie stężenie jodu oraz poprzez obniżenie ekspresji symportera sodowo-jodowego (białko NIS). Efekt ten ma charakter przejściowy i po adaptacji tarczycy do wysokiego poziomu jodu, powraca nieomal prawidłowa produkcja hormonów tarczycy. Zjawisko to nosi nazwę ucieczki z ostrego efektu Wolffa-Chaikoffa.
Uważa się, że zastosowanie jodu w dawce 1 mg/kg masy ciała wywołuje ten efekt, który następnie utrzymuje się przez około 10 dni. Było to podstawą podawania płynu Lugola po katastrofie elektrowni jądrowej w Czarnobylu w 1986.
Nieorganiczny jod powoduje zahamowanie syntezy i uwalniania hormonów tarczycy. Efekt ten występuje u pacjentów z autoimmunologicznym zapaleniem tarczycy i wrodzoną niedoczynnością tarczycy. W przypadkach niemego klinicznie przebiegu choroby Gravesa-Basedowa lub wola wieloguzkowego podanie jodu może spowodować nadczynność tarczycy w mechanizmie Jod-Basedow.
W medycynie efekt ten wykorzystywany jest w leczeniu przełomu tarczycowego w przebiegu skrajnie ciężkiej nadczynności tarczycy. Efekt ten jest jednym z mechanizmów niedoczynności tarczycy w przypadku leków zawierających jod, takich jak amiodaron.